# Album-oriented rock
Album-oriented rock (album georiënteerde rock) is een term uit de jaren '70. Zoals de naam al doet vermoeden, staat de term voor rockmuziek, die gemaakt wordt om deel uit te maken van een album. Voorbeelden van zulke albums zijn 'Rumours' door Fleetwood Mac, 'Hotel California' door Eagles en 'Leftoverture' door Kansas. Artiesten, die deze muziek maakten, waren meer geïnteresseerd in het maken van goede albums, dan in het schrijven van hits. Ironisch genoeg kennen betreffende albums juist verschillende daverende hits. 
'Their Greatest Hits (1971-1975)' van Eagles is tot op de dag van vandaag een van de tien best verkochte albums aller tijd en 'Rumours' van Fleetwood Mac valt maar net buiten diezelfde top tien. Door dit grote succes worden deze artiesten meer 'op zichzelf staand', dan dat ze geassocieerd worden met het een of andere genre. In Nederland en Vlaanderen raakt de term album-oriented rock in onbruik.
Wat wel doorgaat, is het initiaalwoord AOR. Hoewel de oorsprong van dit woord terug te leiden is naar de dagen van de album georiënteerde rock, heeft het huidige AOR daar niet veel meer mee te maken. In Nederlands- en Duitstalige landen spreekt men simpelweg van AOR, in Engelstalige landen noemt men hetzelfde genre vaak arena rock.